# Pierre Terrail de Bayard

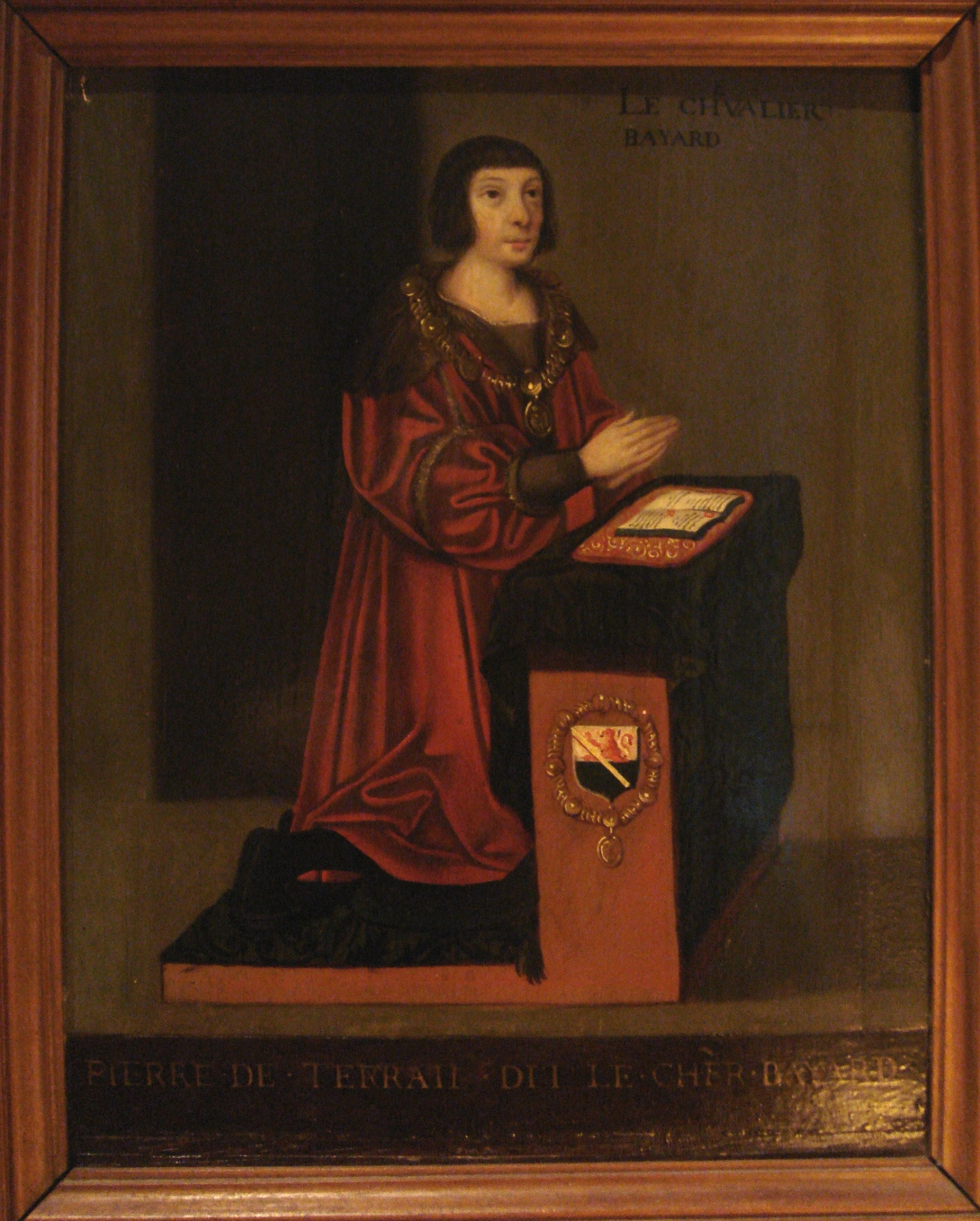
El caballero Bayard, pintura del siglo XVI

Pierre Terrail señor de Bayard (Pontcharra, 1476 - Romagnano Sesia, 1524) fue un noble francés que participó de forma destacada como caballero en las guerras de Italia.
Conocido como Pierre Terrail de Bayard, caballero Bayard, señor de Bayard, Pierre III Terrail o, simplemente, Bayard, fue hijo de Aymon (o Amon) y de Hélène Alleman-Laval.
Su vida fue contada por uno de sus compañeros de armas, seguramente Jacques de Mailles, en la Très joyeuse, plaisante et récréative histoire du Chevalier Bayard.
Se trata del personaje histórico que da origen a la leyenda del «chevalier sans peur et sans reproche» («caballero sin miedo y sin tacha») y simboliza por excelencia los valores de la caballería francesa a finales de la Edad Media.

## Juventud y comienzo de su carrera militar
Pierre Terrail, señor de Bayard, forma parte de esos personajes históricos cuya existencia ejemplar ha dado origen a una leyenda que recorre los siglos. La perpetuación de sus brillantes actos y de su gran valentía fue garantizada por uno de sus compañeros de armas, Jacques de Mailles, quien contó su vida bajo el título de la  Très joyeuse, plaisante et récréative histoire du Chevalier Bayard. La personalidad y la vida de Bayard son enteramente resumidas en la célebre fórmula «Chevalier sans peur et sans reproche» que ha pervivido hasta nuestros días.
Los Terrail era una familia de nobles delfineses, que, tras cinco generaciones, habían perdido a cuatro de sus miembros en la guerra de los cien años. Un cierto arte de vivir y de morir, el agudo sentido del honor, eran entonces los valores esenciales de esta familia. Como otros miembros de la baja nobleza, los Terrail no podían permitirse un gran tren de vida, sus dominios se limitaban a unas siete hectáreas.
Pierre III Terrail nació en Pontcharra, en el castillo Bayard, en 1476. Esta residencia, en realidad una simple casa fortificada, fue construida a comienzos del siglo XV por el abuelo de Bayard, Pierre Terrail "el Viejo".
Supuesto primogénito de una familia de ocho niños, de los cuales cuatro eran varones, Bayard debió llevar, en el sentido de esta gran familia, una vida ascética. Si pudo entrever una carrera militar fue gracias a la generosidad de su tío Laurent Alleman, hermano de su madre y obispo de Grenoble.
Empezó unos modestos estudios en la Ecole Cathédrale de la capital delfinesa, en la esquina de la actual calle Hache, donde aprendió a escribir.
En febrero de 1486, a los 11 años, obtuvo, siempre gracias a su tío Laurent Alleman, un trabajo de paje en la corte de Carlos I, Duque de Saboya, donde fue conocido por el sobrenombre de "Riquet" luego "Piquet" (estaca). Marchó a hacer su servicio militar a Turín, y terminó sus estudios militares en Francia.
En 1493, a los 17 años, entra en calidad de soldado en la compañía del conde de Ligny.

## Nacimiento de la leyenda
En 1493, tan pronto como se unió a Ligny, Bayard tuvo ocasión de hacer conocer su valentía y su bravura, que no tardaron en hacerle célebre a pesar de su juventud; sus primeros acciones militares tuvieron lugar en las guerras de Italia, bajo Carlos VIII.
Participó en la batalla de Fornovo (1495). En 1496, murió su padre. "Piquet" tomó entonces el título de señor de Bayard.
Jinete sin par, sobresalía también como soldado de infantería, lo que prueba en 1503 con el duelo que lo opuso al célebre capitán español Alonzo de Soto Mayor, quien lo acusaba de maltrato durante su cautiverio. Seis meses más tarde, en febrero, se distinguió en un combate de honor de once franceses contra once españoles. Bayard se convertía en el héroe de los relatos que los soldados se contaban para distraerse de sus problemas.

### La defensa del puente del Garellano

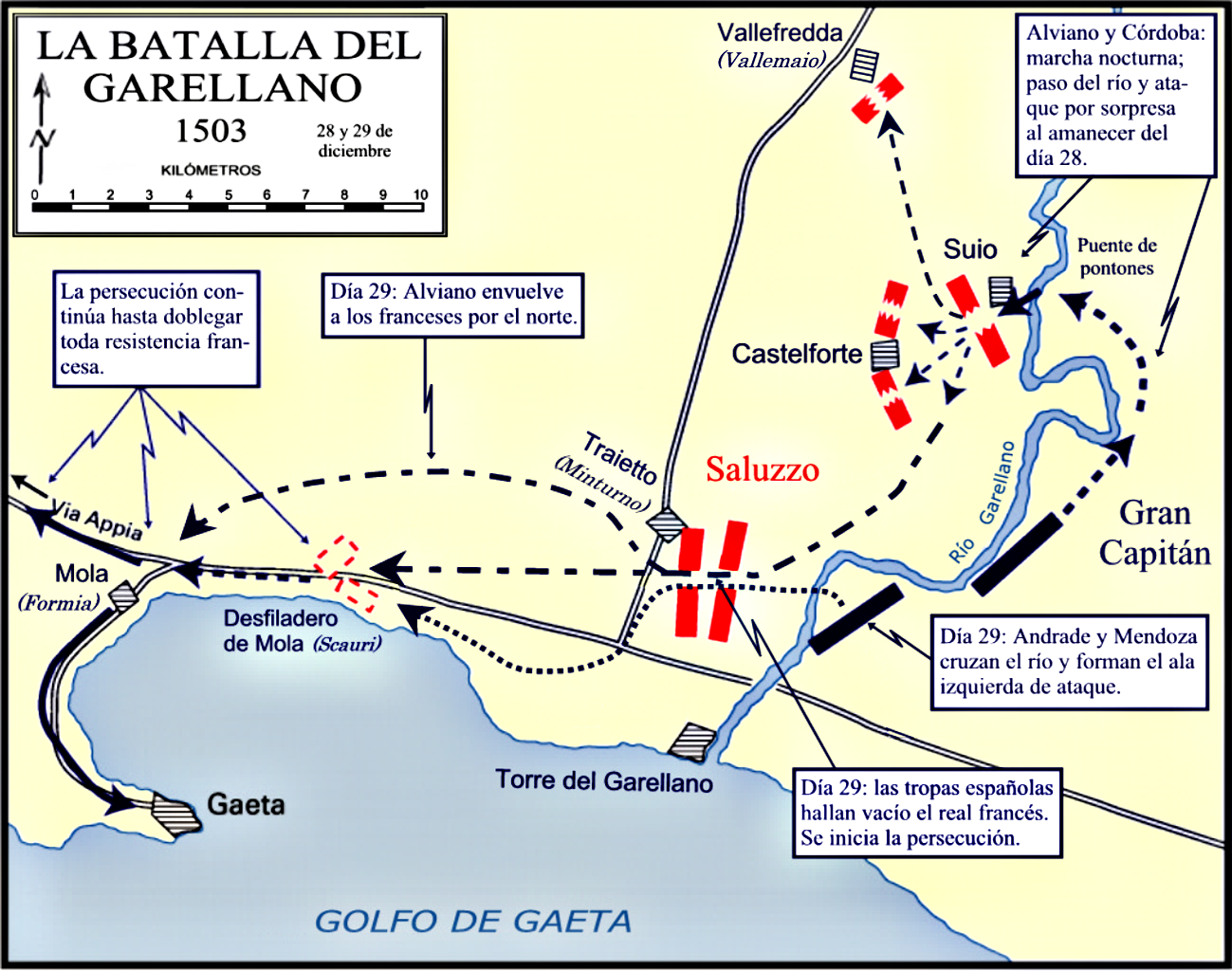
Plano de la Batalla del Garellano (28 y 29 de diciembre de 1503).

En 1503, el envío de tropas francesas al Reino de Nápoles serviría de teatro a una de las más importantes guerras de la primera mitad del siglo. El Garellano, río que surge de la confluencia del Liri y el Gari y desemboca al norte de Nápoles en el golfo de Gaeta (Mar Tirreno). Servía de separación entre franceses y españoles durante la tercera parte de la Segunda Guerra de Italia (también conocida como Campaña del Garellano). El marqués de Mantua, general en jefe de las tropas del rey de Francia, dio la orden de enviar una partida de reconocimiento para pasar el Garellano en un determinado punto, con barcas lanzadas rápidamente. Informado en el último momento, Bayard, se unió al pequeño grupo de exploradores sin haber tenido tiempo de prepararse adecuadamente.
Pronto, los 300 o 400 franceses y suizos que habían franqueado el Garellano fueron atacados por los 1.500 hombres con apoyo de artillería que lanzó contra ellos Gonzalo Fernández de Córdoba, con lo que la partida francesa se batió en retirada.
El puente, que era muy estrecho, obligaba a los españoles a presentarse uno a uno ante Bayard, que estaba solo en la retaguardia. La valentía, la habilidad y la restitencia de Bayard hicieron maravillas. «Como un tigre suelto», dice Théodore Godefroi, « se acorraló a la barrera del puente y con su espada se defendió tan bien que el enemigo no supo discernir si estaba luchando con un hombre o con el diablo. Con esta bella acción, se mereció la divisa de puerco espín con estas palabras: Vires agminis unus habet». Sus compañeros tuvieron que persuadirlo ardientemente para que los dejara relevarlo: el padre de Brantôme y el capitán Ymbault de Rivoire.
La benevolencia de Ana de Bretaña logró que Bayard fuese introducido en la corte en 1505.

### Capitán

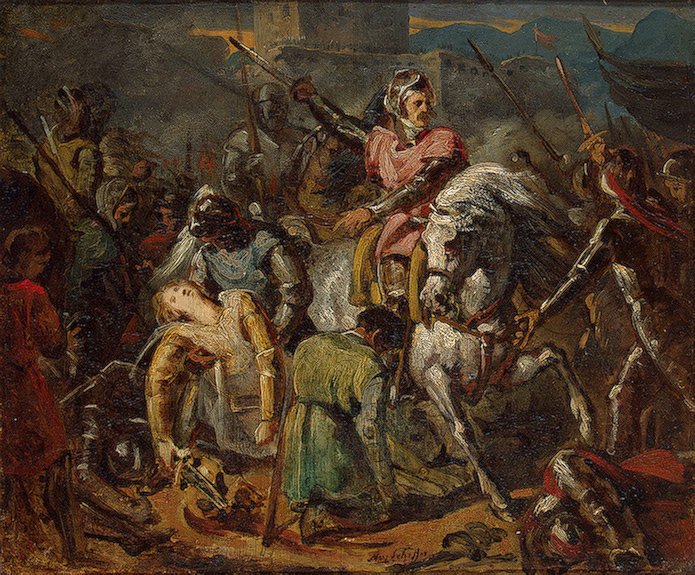
Muerte de Gastón de Foix en la batalla de Ravena.

En abril de 1507, siempre bajo el reinado de Luis XII, forzó el paso de los Apeninos ante Génova y tomó la ciudad, que acababa de sublevarse.  Esta victoria es ocasión de un esplendoroso desfile de tropas francesas en presencia del rey, el 20 de abril de 1508. A comienzos de mayo de 1509, Bayard y sus tropas entraron en Treviglio, al sur de Bérgamo, entre Milán y Brescia.
El 14 de mayo de 1509, Bayard se ilustró en la batalla de Agnadello (al sur de Bérgamo y cerca de Cremona), victoria que abrió a Luis XII las puertas de Venecia; una victoria lograda en un baño de sangre: 14.600 muertos, que una Capilla de los Muertos y una estela conmemorativa recuerdan aún. En esos día el rey otorgó a Bayard las funciones de capitán, grado habitualmente reservado a los nobles poderosos del reino ya que las tropas eran generalmente comandadas por un lugarteniente ya que el capitán, frecuentemente un notable, estaba raramente presente en el campo de batalla.
De agosto a septiembre del mismo año se desarrolla el sitio de Padua. Bayard estaba entonces en Verona y atacó a cuatro guarniciones venecianas que protegían la puerta de Venecia. En 1510, intenta raptar al papa Julio II, quien se ha vuelto en contra de sus antiguos aliados franceses.
En febrero de 1512, luego de haber tomado Bolonia,pone sitio a Brescia. El 19 de febrero es herido gravemente de un golpe de pica en lo alto de la pierna. Hospedado por un gentilhombre, salva a su vivienda del pillaje y a su mujer del deshonor.
Repuesto rápidamente, se destaca nuevamente en la Batalla de Ravena, en ocasión del delicado retiro de las tropas francesas. Su compañero de armas Gastón de Foix muere allí con las armas en la mano, el 11 de abril de 1512,  con sólo 23 años de edad. En noviembre de 1512, fue enviado a Navarra engrosando el ejército francés de La Palice que acudía en socorro de los reyes de Navarra Juan III de Albret y Catalina de Foix que intentaban recuperar su reino, recientemente conquistado por el rey de España. Allí tomó parte en la toma del castillo de Tiebas y en el fallido asalto de Pamplona (27 de noviembre de 1512).

### Marignano

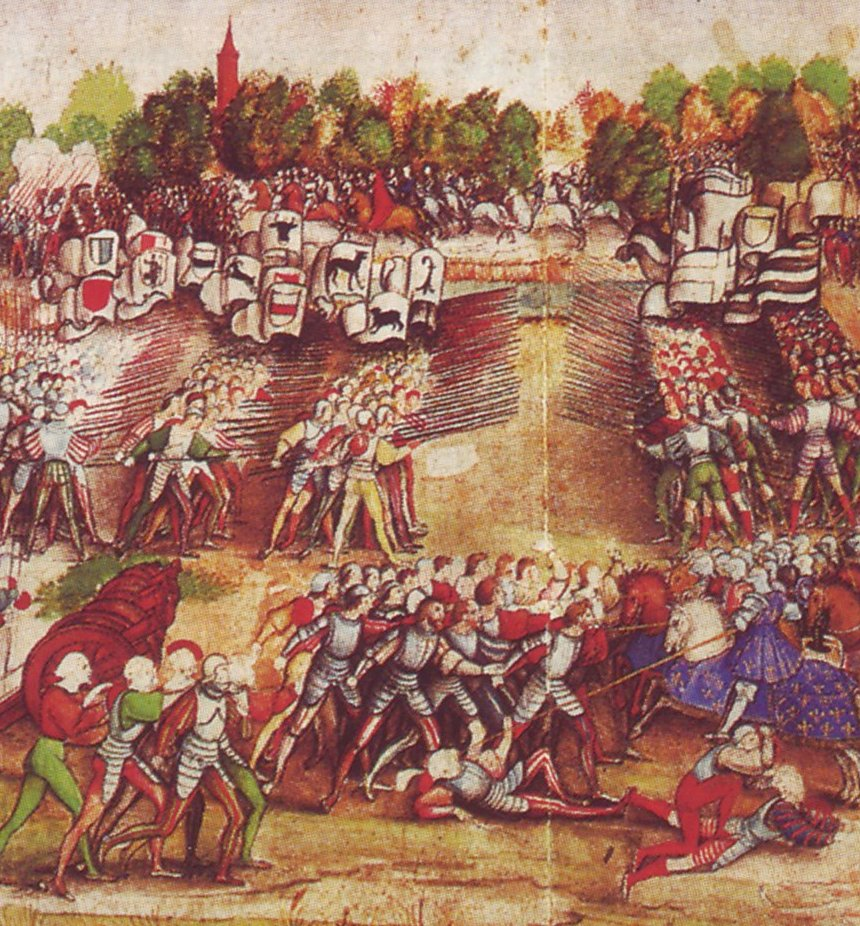
La batalla de Marignano.

Devenido rey el 1 de enero de 1515, Francisco I manifiesta ya desde el día 20 de ese enero su interés por Bayard, nombrándolo teniente general del Delfinado.
En la noche de la batalla de Marignano, y para “honrarlo  grandemente”, Francisco I dispone que habrá de recibir de manos de Bayard la orden de caballería. Es así que a la mañana siguiente, el 15 de septiembre de 1515, el rey, rodeado de las Compañías de Ordenanza,  fue condecorado por Bayard, aquel que realizó mejor, a los ojos de todos, el ideal de coraje y de lealtad de los caballeros de la Edad Media.

### Un gobernador popular
En su carácter de teniente general del Delfinado Bayard asegura el gobierno de la provincia, puesto que según la costumbre, el gobernador -entonces el duque de Longueville- no se ocupa de ello en absoluto.
Bayard fue aclamado a su entrada en Grenoble el 17 de marzo de 1515, ya que la ciudad estaba feliz de recibir al ilustre caballero.  Una salva de 18 cañonazos fue disparada desde lo alto de la  Tour de l'Isle, donde estaban afirmadas cinco gruesas bombardas. Al día siguiente, los cónsules de la ciudad fueron a saludarlo obsequiándole dos toneles de vino y avena para sus caballos.
Pero en julio Bayard debió partir nuevamente con su compañía y tres mil hombres a pie hacia los confines del  marquesado de Saluzzo para asegurar el paso de las tropas que estaba reuniendo Francisco 1.º. A inicios de agosto, el rey llegó a Grenoble donde permaneció algunos días antes de partir hacia Italia. La victoria de  Marignano en septiembre permitió a  Bayard permanecer un poco más largamente en su gobierno del Delfinado, no sin haber tenido que salir muchas veces en campaña hacia Italia o el norte de Francia, a pedido del rey.

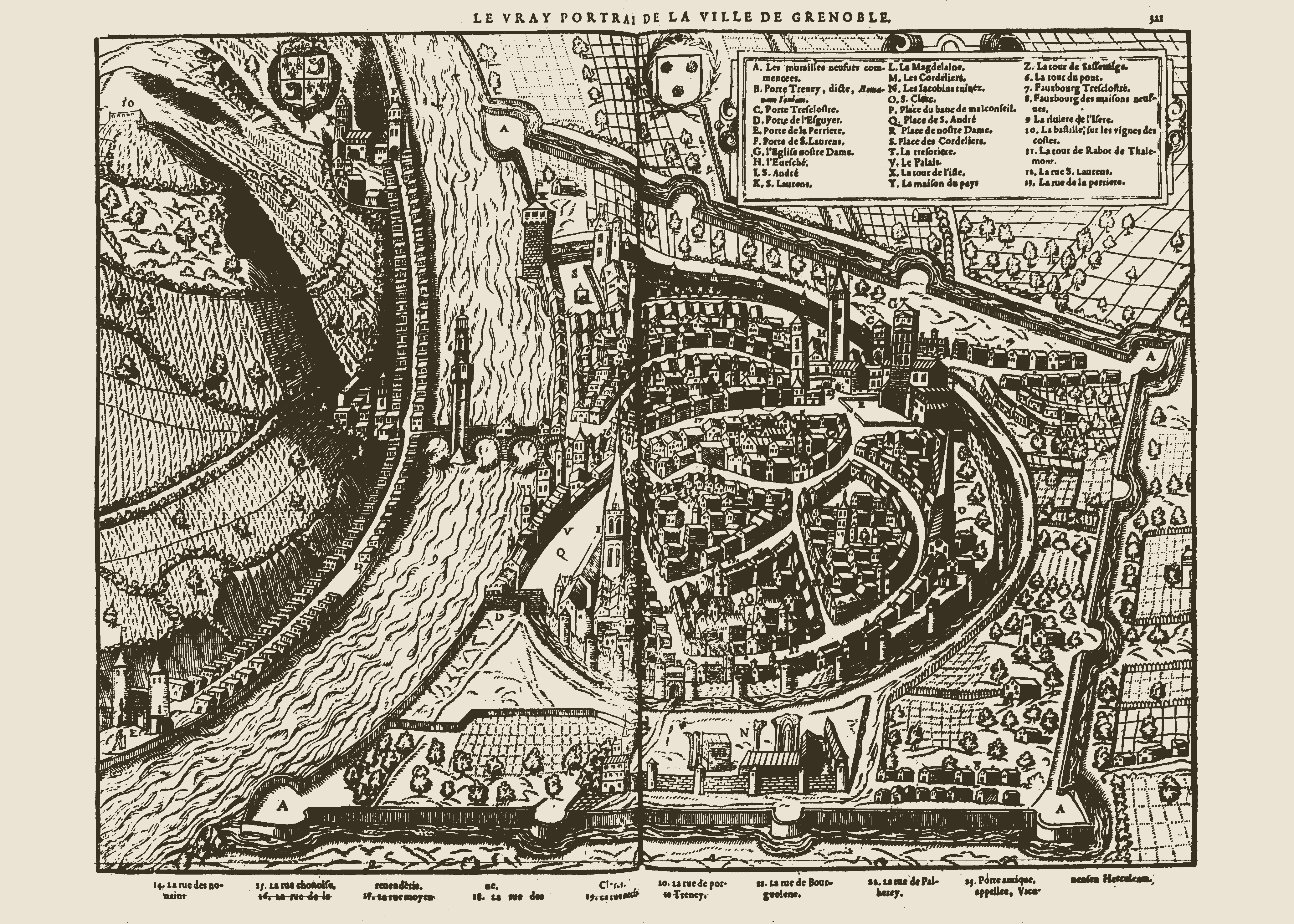
Mapa de la ciudad de Grenoble, 1575.

Bayard tomó muy seriamente sus funciones y ganó nuevos títulos de reconocimiento. Tres áreas retuvieros especialmente su atención: la peste, las inundaciones y los bandidos. Limpió las calles de Grenoble, purgó las cloacas y supervisó personalmente los trabajos de defensa contra las inundaciones. El 18 de enero de 1519 se dirigió al puerto de la Roche, cerca de la puerta Perrière de Grenoble, sobre la orilla derecha del Isère, con el objetivo de examinar los paliativos a las crecientes del Isère y del Drac y hacer reconstruir los muelles del puerto. También creó una comisión encargada de vigilar, durante sus frecuentes ausencias, la construcción de diques para modificar el curso del Drac desde el Puente Lesdiguières o Puente de Claix hasta el puerto de la Roche. Propuso a los mendigos que podían valerse por sí mismos encargarse trabajar en las obras bajo las órdenes de los cónsules de la ciudad. En 1524 tuvo que crear nuevos impuestos para financiar la construcción de diques. En 1522 mientras los cónsules le aconsejaban partir, tomó medidas contra la peste y el hambre que asolaban la ciudad. Los apestados fueron agrupados en el hospital de l’Isle fuera de las murallas de Grenoble y se obligó a tres médicos a permanecer allí para curar a los enfermos.

## Muerte y posteridad

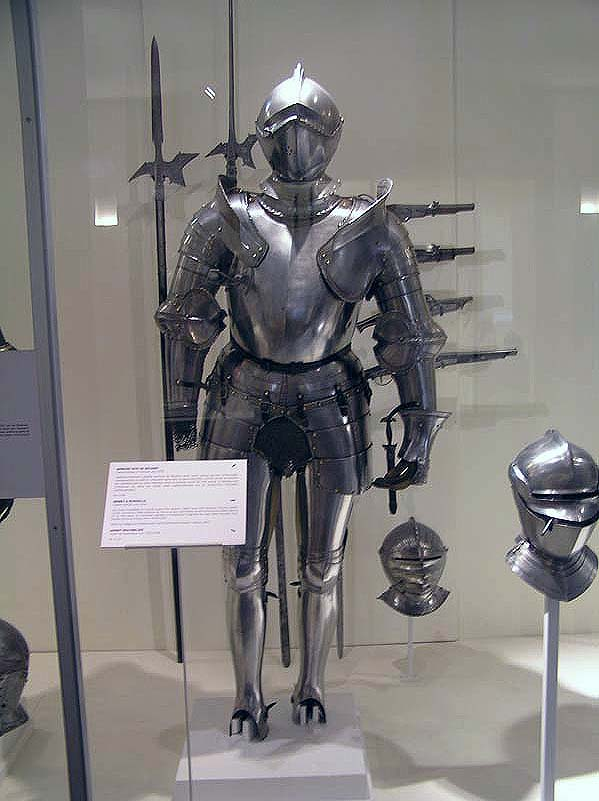
Armadura de Bayard - Musée de l'Armée (París).

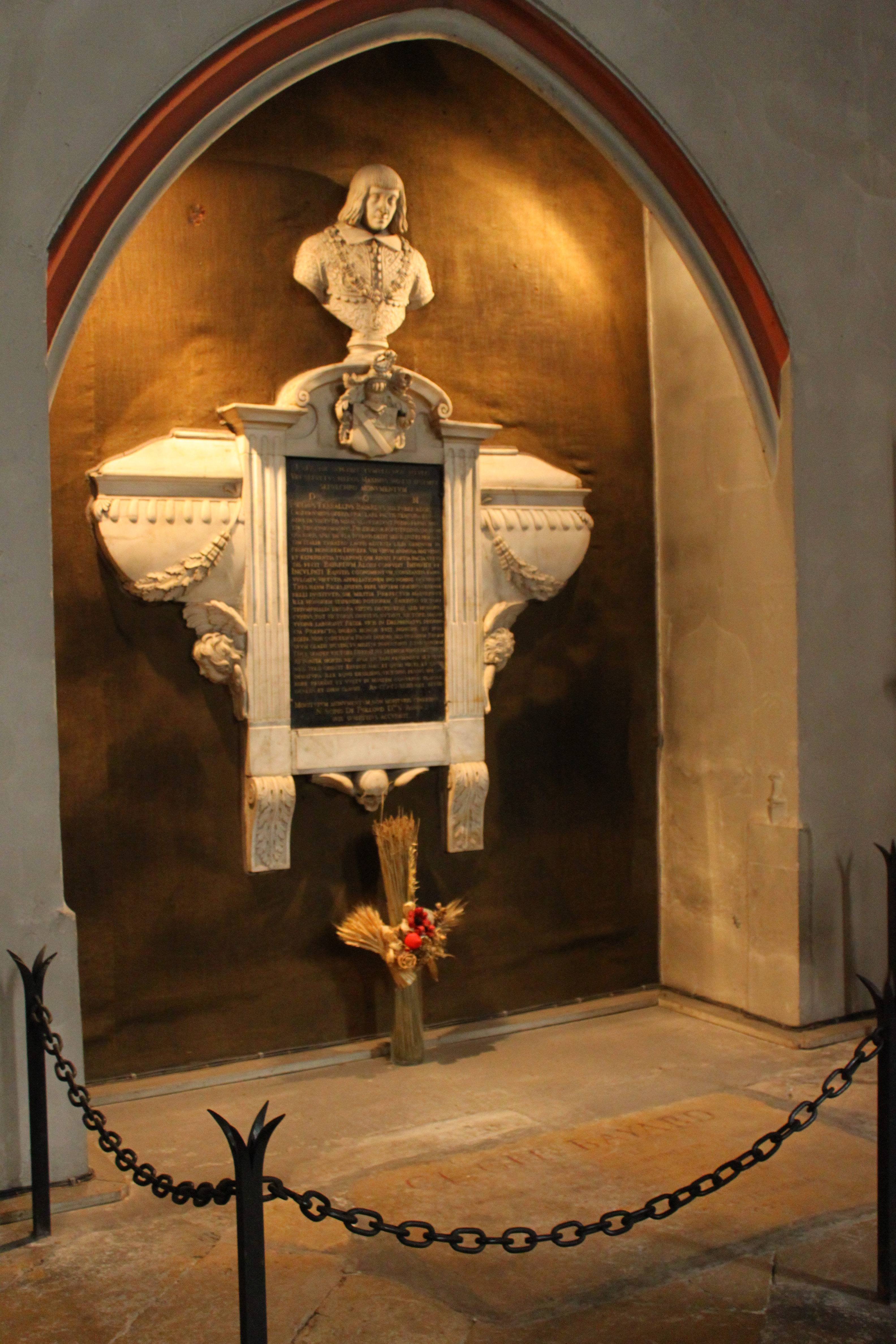
El mausoleo de Bayard en la Colegiata de Saint-André de Grenoble.

En el verano de 1521, defiende la ciudad de Mézières asediada por las tropas alemanas de Carlos V.
En 1523, Francisco I, rechazando las derrotas, lo llama a su lado. El 22 de agosto, las primeras tropas italianas franquearon los montes cerca de Lyon. El 29 de abril de 1524 Bayard, en Rovasenda (Vercelli), es herido mortalmente por un disparo de escopeta en la espalda mientras cubría la retirada del ejército francés. Con la columna vertebral rota, insta a sus compañeros a que lo dejen en el lugar y les dice: “Jamás he dado la espalda al enemigo; no quiero comenzar en el fin de mi vida”.
El Condestable Carlos III de Borbón, quien se había vuelto contra el rey de Francia y persiguió a los franceses a la cabeza de las tropas de Carlos V, se aproximó a Bayard yacente y le dijo: 

¡Ah! Señor de Bayard, ¡que lástima me da verlo en este estado, Usted que fue tan virtuoso caballero!

Señor-respondió el agonizante-no es necesario tener  lástima por mí, ya que muero como un hombre de bien; ¡pero tengo lástima por Usted, pues está sirviendo contra su príncipe y su patria!

.
Agonizó así en el campo adversario, llorado por sus enemigos. Su cuerpo fue llevado a Francia y luego de solemnes exequias en la catedral de Grenoble,fue enterrado en el Convento de las Mínimas de la Plaine de Saint-Martin-d'Hères, cerca de Grenoble. El 24 de agosto de 1822, los que presuntamente eran sus restos fueron transferidos a la Colegiata de Saint-André de Grenoble.
La admiración suscitada por el caballero de Bayard, tanto durante su vida como mucho tiempo después de su muerte, puede aproximarse a la inspirada por las epopeyas de Juana de Arco o Bertrand Du Guesclin. Bayard encarna al jefe subalterno, que no ha conocido funciones destacadas ni ejercido comandos en jefe (a pesar de Francisco I le prometió “los más altos cargos”), pero cuyo renombre histórico, sin embargo, sobrepasa en mucho el de numerosos personajes cuya función o cargo fueron en teoría más importantes. La imagen clásica asociada a Bayard es la del perfecto caballero, quien no sólo sabe combatir con talento, sino también defender a los oprimidos y oponerse al pillaje de las ciudades vencidas. En este sentido, es heredero de una concepción medieval del honor. Ese espíritu caballeresco fue lo que hizo que, a su muerte, lo lloraran también sus enemigos.
Fue con el fin de preservar y honrar la memoria del caballero de Bayard,  que se declararon ciudades hermanas las ciudades de Pontcharra (su pueblo natal) y de Rovasenda (lugar de su muerte).
Pierre Terrail de Bayard fue caballero de la Orden de San Miguel